# Pequena Crônica Normanda
Pequena ou Breve Crônica Normanda (em latim: Breve chronicon Northmannicum) é um curta crônica latina anônima da conquista normanda do sul da Itália, provavelmente escrito na Apúlia no começo do século XII. Cobre os anos da primeira "invasão" normanda da Apúlia me 1041 e a morte de Roberto Guiscardo em 1085. Embora já tratada como uma importante fonte, sua fiabilidade e autenticidade tem sido questionada por André Jacob, que mostra que é provável uma falsificação do século XVIII feita por Pietro Polidori. Segundo John France, que acha inconsistente o argumento de Jacob, a crônica foi baseada principalmente em uma tradição oral e foi subsequentemente usada com fonte para Romualdo Guarna e a Crônica de Amalfi.
A primeira edição da crônica foi publicada por Ludovico Antonio Muratori no quinto volume de sua Escritores do Reino da Itália (em latim: Rerum italicarum scriptores) de 1724 sob o longo título de Pequena Crônica Normanda sobre o povo da Japígia e Apúlia contra os Gregos (em latim: Breve chronicon Northmannicum de rebus in Iapygia et Apulia gestis contra Graecos). O texto que ele usou foi preservado em um códice do século XII ou XIII emprestado por Pietro Polidori, bem como uma cópia de c. 1530, ambos perdidos. Apenas uma cópia autêntica existe, embora uma falsificação de G. Guerrieri também existe. Em 1971, uma nova edição foi publicada por Errico Cuozzo no Boletim do Instituto Histórico Italiano da Idade Média (em italiano: Bollettino dell'Istituto storico italiano per il Medioevo).